# 크라스노고르스크 (사할린주)
크라스노고르스크(러시아어: Красного́рск)는 사할린 주 토마린스키 군에 속한 도시이다.
유즈노사할린스크에서 291km 지점에 위치해 있다.
일본이 건설한 도시였다. 지어질 당시의 이름은 진나이였다. 1945년에 이 도시는 소련이 점령했다. 1947년부터는 현재의 이름 <크라스노고르스크>로 개칭되었다.